# Speicherstraße (Wismar)

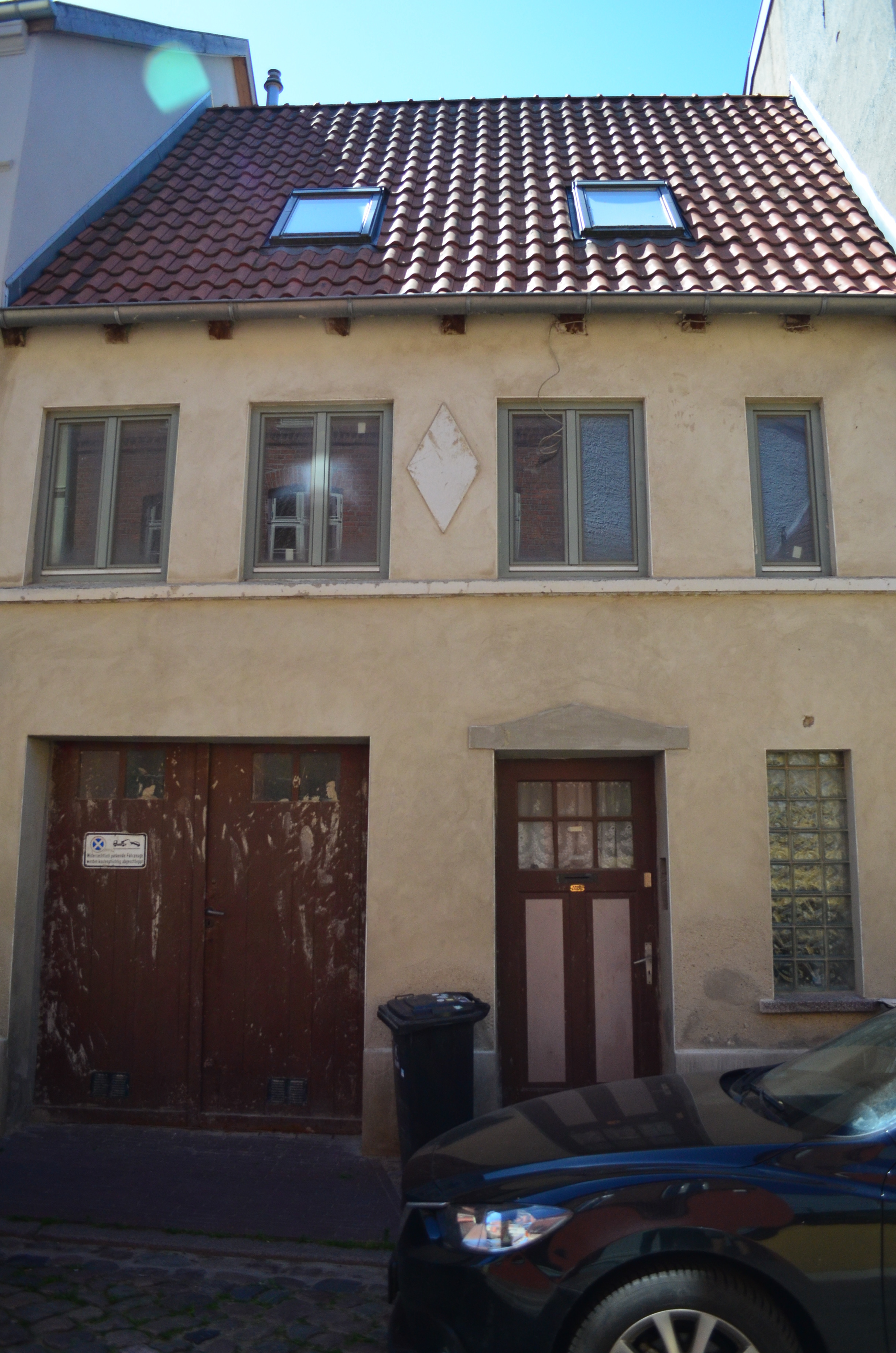
Nr. 26

Die historische kurze Speicherstraße ist in Wismar in der Altstadt, die wie der Alte Hafen unter dem besonderen Schutz der UNESCO steht, nachdem Wismar 2002 in die Welterbeliste aufgenommen wurde.
Sie führt in Süd-Nord-Richtung von den Straßen Heide / Böttcherstraße bis zur Breiten Straße und Ziegenmarkt zum Alten Hafen.

## Nebenstraßen

Wismar zur Zeit der Hanse

Die Nebenstraßen und Anschlussstraßen wurden benannt als Heide im 15. Jh. vermutlich nach der Heide, Böttcherstraße nach dem mittelalterlichen Beruf der Küfer und Fassbinder, Breite Straße für eine Straße mit im Mittelalter ungewöhnlicher Breite und Ziegenmarkt seit 1750, da hier vermutlich zeitweise mit Ziegen und Kleinvieh gehandelt wurde.

## Geschichte

### Name
Die Speicherstraße wurde 1357 als spiekerstrate erwähnt. Hier standen nahe beim Hafen viele Speicher.

### Entwicklung
Wismar wurde im Mittelalter ein wichtiges Mitglied der Hanse.
In diesem Teil der Neustadt gehörte die erste mittelalterliche Pfarrkirche zur zweiten Phase der Stadtgründung bis 1250. Die erste Georgenkirche wurde 1269 erstmals erwähnt. Im ersten Viertel des 14. Jahrhunderts wurde mit dem Neubau der jetzigen Basilika begonnen. 1404 war der Beginn des dritten Bauphase der Kirche.
Um diese Kirche erweiterte sich auch die Altstadt. Beim Alten Hafen wurden viele Speicher erforderlich, so auch die in dieser Straße. Schon ab dem 15./16. Jahrhundert wandelte sich das Straßenbild und Wohnbauten für die Arbeiter entstanden.

## Gebäude, Anlagen (Auswahl)
An der ruhigen Straße stehen zumeist zwei- bis dreigeschossige Wohnhäuser. Die mit (D) gekennzeichneten Häuser stehen unter Denkmalschutz.
- Böttcherstraße Nr. 35, Ecke Speicherstraße: 2-gesch. saniertes Wohnhaus (D) mit einem hohen Giebel
- Nr. 2a, Ecke Heide: 2-gesch. saniertes einfaches Eckhaus mit Walmdach
- Nr. 10: 3-gesch. einfaches saniertes Wohn- und Geschäftshaus mir prägenden Fensterläden im EG
- Nr. 12: 2-gesch. einfaches saniertes Wohnhaus
- Nr. 14: 2-gesch. saniertes Wohnhaus mit Ferienwohnung und Laden
- Nr. 24: 2-gesch. saniertes Wohnhaus mit Ferienwohnungen
- Nr. 26: 2-gesch. einfaches saniertes Wohnhaus (D)
- Breite Straße Nr. 46, Ecke Speicherstraße: 2-gesch. saniertes Wohn- und Geschäftshaus mit Antikladen
- Breite Straße Nr. 48, Ecke Speicherstraße: 3-gesch. saniertes Wohn- und Geschäftshaus mit Andenkenladen
- Breite Straße Nr. 51: 3- gesch. saniertes Gebäude mit Restaurant/Gaststätte Wismarer EigenSinn
- Ziegenmarkt Nr. 1: 2-gesch. Haus mit Restaurant Volkskammer